# Kiều Hân
Kiều Hân (tiếng Trung: 乔欣, bính âm: Qiáo Xīn, tiếng Anh: Bridgette Qiao, sinh ngày 23 tháng 11 năm 1993) là nữ diễn viên người Trung Quốc, tốt nghiệp Học viện Hý kịch Trung ương.

## Tiểu sử
Mặc dù sinh ra ở Cáp Nhĩ Tân, cô đã rời nhà để đến học ở Thượng Hải từ khi học mẫu giáo và bắt đầu sống ở trường từ khi còn nhỏ.
Năm 2010, đậu vào Học viện Hí kịch Trung ương chuyên ngành Kinh kịch Trung Quốc. Thời đại học, vì là học sinh nhỏ tuổi nhất lớp, cộng với tính cách hiền lành và ít nói, cô chủ nhiệm Lưu Thiên Trì lo lắng rằng cô sẽ bị bắt nạt khi ra ngoài xã hội nên cô đã giới thiệu Kiều Hân với đạo diễn Khổng Sanh, một người bạn tốt đã biết cô nhiều năm. Do đó, một cách tình cờ, Kiều Hân chính thức ký hợp đồng với Chính Ngọ Dương Quang.

## Sự nghiệp
Năm 2012, Kiều Hân xuất hiện lần đầu trong bộ phim truyền hình Thất cửu hà khai.
Tháng 3 năm 2014, tham gia diễn xuất trong tác phẩm Lang Nha Bảng chuyển thể từ tiểu thuyết cùng tên của Hải Yến . Cùng năm, đóng chung với bạn diễn Du Hạo Minh trong bộ phim tâm lý tình cảm gia đình Có bao nhiêu cuộc tình có thể tái hợp, vai cô giáo dạy thời trang trẻ Tần Hiểu Nguyệt.

## Phim

### Phim truyền hình
| Năm  | Tên                                   | Tên gốc            | Vai                 | Kênh phát sóng            | Bạn diễn                       | Ghi chú             |
| ---- | ------------------------------------- | ------------------ | ------------------- | ------------------------- | ------------------------------ | ------------------- |
| 2013 | Khoảng Cách Tới Tình Yêu              | 到爱的距离         | Tú Tú               | Sơn Đông TV               |                                |                     |
| 2014 | Thất Cửu Hà Khai                      | 七九河开           | Thanh niên Mạn Châu |                           |                                |                     |
| 2015 | Lang Nha Bảng                         | 琅琊榜             | Vũ Văn Niệm         | Bắc Kinh TV, Dragon TV    |                                | [ 1 ]               |
| 2016 | Có Bao Nhiêu Cuộc Tình Có Thể Tái Hợp | 多少爱，可以重来   | Tần Hiểu Nguyệt     | CCTV8                     |                                | [ 2 ]               |
| 2016 | Truyền thuyết Thanh Khâu hồ           | 青丘狐传说         | A Tú                | Hồ Nam TV                 |                                | [ 3 ]               |
| 2016 | Hoan Lạc Tụng                         | 欢乐颂             | Quan Sư Nhĩ         | Dragon TV, Chiết Giang TV |                                | [ 4 ]               |
| 2017 | Hoan Lạc Tụng 2                       | 欢乐颂2            | Quan Sư Nhĩ         | Dragon TV, Chiết Giang TV | Đặng Luân                      | [ 4 ]               |
| 2017 | Lang Nha Bảng: Phong Khởi Trường Lâm  | 琅琊榜之风起长林   | Tuân An Như         | Bắc Kinh TV, Dragon TV    |                                | [ 5 ]               |
| 2018 | Thành Trung Đường (Bí mật hào môn)    | 诚忠堂             | Tưởng Y Y           | CCTV8                     | Đồng Dao, Trương Bác           | Kiều gia đại viện 2 |
| 2019 | Nhân Lúc Chúng Ta Còn trẻ             | 趁我们还年轻       | Lâm Tử Du           | Dragon TV                 | Trương Vân Long                | Vai chính           |
| 2019 | Người Bạn Gái Tôi Không Thể Yêu       | 我不能恋爱的女朋友 | Đinh Tiểu Nhu       | Youku                     | Hứa Ngụy Châu                  | Vai chính           |
| 2020 | Xuyên Qua Hỏa Tuyển                   | 穿越火线           | Đào Tử              | Tencent                   |                                | Cameo (Tập 1)       |
| 2020 | Kiếp Nạn Khó Tránh                    | 在劫难逃           | Tôn Hiểu Minh       | iQiyi                     | Lộc Hàm, Vương Thiên Nguyên    | Vai phụ             |
| 2020 | Tiểu Phong Bạo: Hoa Hồng Thời Gian    | 小风暴之时间的玫瑰 | Lâm Ốc              | WeTV\|VikiSub             | Hồ Nhất Thiên                  | Vai chính           |
| 2020 | Vinh Quang Bình Phàm                  | 平凡的荣耀         | Lan Thiên Dực       | Dragon TV, Chiết Giang TV | Triệu Hựu Đình, Bạch Kính Đình | Vai phụ             |
| 2021 | Ngọc Lâu Xuân                         | 玉楼春             | Tôn Hữu Dung        | Youku                     |                                | Khách mời đặc biệt  |
| 2021 | Trầm Thụy Hoa Viên                    | 沉睡花园           | Tiêu Lăng           | Mango TV, Hunan TV        | Cung Tuấn                      | Vai chính           |
| 2022 | Yên Ngữ Phú                           | 嫣语赋             | Thu Yên             | Tencent Video             | Từ Chính Khê                   | Vai chính           |
| 2024 | Imagination season                    | 创想季             | Vương Nhược Vũ      | Youku                     | Giả Nãi Lượng                  | Vai chính           |

### Phim điện ảnh
| Năm  | Tên                         | Tên gốc       | Vai          | Ghi chú |
| ---- | --------------------------- | ------------- | ------------ | ------- |
| 2016 | Kích Chiến                  | 击战          | Bạch Tiểu Vũ | [ 12 ]  |
| 2021 | Đỉnh Điểm/ Chiều Sâu Vô Hạn | 峰爆/无限深度 | Từ Nhất Miêu | [ 13 ]  |

### Sân khấu
| Năm  | Vở kịch      | Vai                             | Đạo diễn  | Hợp tác cùng    |
| ---- | ------------ | ------------------------------- | --------- | --------------- |
| 2013 | 《小井胡同》 | Chu Thục Anh (Con dâu trẻ tuổi) | Hác Nhung | Chu Nhan Mạn Tư |

## Show truyền hình
| Năm  | Tên                              | Tên gốc                | Vai trò               | Ghi chú                                                                            |
| ---- | -------------------------------- | ---------------------- | --------------------- | ---------------------------------------------------------------------------------- |
| 2016 | Le.com《星GO时尚》               | 乐视视频《星GO时尚》   | Khách mời             |                                                                                    |
| 2016 | Vương bài đối vương bài          | 大牌对王               | Khách mời             |                                                                                    |
| 2016 | OMG Play Beauty Coffe            | OMG玩美咖              | Khách mời             | [ 14 ]                                                                             |
| 2017 | Đêm hội mùa Xuân CCTV            | 鸡年春节联欢晚会       | Khách mời             | Trình bày ca khúc mở màn "Trung Quốc tươi đẹp 美丽中国年"                          |
| 2017 | Date! Super Star                 | 约吧！大明星           | Thành viên            | [ 15 ]                                                                             |
| 2017 | Flowers On Trip                  | 旅途的花样             | Thành viên (Tập 8-13) | [ 16 ]                                                                             |
| 2017 | Liên minh người thách thức       | 挑战者联盟             | Khách mời (Tập 6)     | [ 17 ]                                                                             |
| 2019 | Minh Tinh Đại Trinh Thám (mùa 4) | 星大侦探第四季         | Thành viên            | Tuyên truyền Công viên kỳ diệu 4                                                   |
| 2019 | Tôi và người đại diện cũa tôi    | 我和我的经纪人         | Thành viên            | [ 18 ]                                                                             |
| 2019 | Hoa Hoa Vạn Vật Mùa 2            | 花花万物第二季         | Khách mời (Tập 3)     | Talk show                                                                          |
|      | Đưa 100 cô gái về nhà (mùa 3)    | 送一百位女孩回家第三季 | Khách mời (Tập 4)     |                                                                                    |
| 2020 | Cửa hàng lướt sóng mùa hè        | 夏日冲浪店             | Thành viên            | [ 19 ]                                                                             |
| 2020 | Đêm 11/11 Đài Bắc Kinh           | 苏宁易购1111超级秀     | Khách mời             |                                                                                    |
| 2021 | Đêm hội mùa Xuân CCTV 2021       | 北京电视台春节联欢晚会 | Khách mời             | Trình bày ca khúc "Thật trùng hợp 不约而同" cùng Hứa Ngụy Châu và nhiều người khác |